# 京都フュージョニアリング
京都フュージョニアリング株式会社（きょうとフュージョニアリング）には、核融合炉の研究開発を行う京都大学発のスタートアップ企業（ベンチャー）である。

## 概要
京都大学の核融合研究の成果に基づき、核融合特殊プラント機器の開発を行うエンジニアリング会社として2019年に設立された。核融合の商用化に必要な技術（プラズマ加熱装置、熱取り出しブランケット、高性能熱交換器、水素同位体ポンプなど）の研究開発を行い、顧客は世界各国の核融合研究開発機関や企業である。
2022年には世界初となる核融合発電試験プラント「UNITY」（Unique Integrated Testing Facility、独自統合試験施設）の建設を発表し、2024年の実証実験開始を目指している。
資金調達については、京都大学イノベーションキャピタルやCoral Capitalからの調達に加え、2022年にはCoral Capital、JICベンチャー・グロース・インベストメンツ、JGC MIRAI Innovation Fund L.P.（日揮）、ジャフコグループ、大和企業投資（大和証券グループ）、DBJキャピタル（日本政策投資銀行グループ）からエクイティ13.3億円、京都銀行、三井住友銀行、三菱UFJ銀行からデット7億円を調達した。2023年には、総額105億円の増資を、JICベンチャー・グロース・インベストメンツ、INPEX、SMBCベンチャーキャピタル、MOL PLUS、関西電力グループ、Coral Capital、三井住友トラスト・インベストメント、ジャフコグループ、DBJキャピタル、電源開発、日揮、グローバル・ブレイン、三井物産、三菱商事、三菱UFJキャピタル、三菱UFJ銀行が引き受けた。

## 沿革
- 2019年（令和元年）10月1日 - 設立
- 2021年（令和3年）10月5日 - 英国に子会社「Kyoto Fusioneering UK Ltd.」を設立[7]
- 2022年（令和4年）9月22日 - 米国に子会社「Kyoto Fusioneering America Ltd.」を設立（稼働開始は2023年2月1日）[8]
- 2023年（令和5年）7月11日 - 所在地（本店登記）を京都府宇治市五ケ庄平野5番地24から東京都千代田区大手町1丁目6番1号に変更[1]。

## 拠点・子会社
- 東京オフィス - 東京都千代田区大手町
- 研究拠点（京都大学宇治キャンパス内） - 京都府宇治市五ケ庄
- 京都リサーチセンター - 京都府久世郡久御山町[9][10]

子会社
- Kyoto Fusioneering UK Ltd.[11] - 英国バークシャー州レディング
- Kyoto Fusioneering America Ltd. - 米国ワシントン州シアトル